# Ernst Thies (Schauspieler)
Ernst Thies (geboren 3. Dezember 1824; gestorben nach 1868) war ein deutscher Theaterschauspieler.

## Leben
Ernst Thies arbeitete zur Zeit des Königreichs Hannover zunächst als Copist, bevor er in der Residenzstadt Hannover eine Laufbahn als Schauspieler begann.
Im Alter von 21 Jahren war er am 9. Juni 1848 als Freimaurer der Johannis-Freimaurerloge zum schwarzen Bär im Orient von Hannover beigetreten.
Aufgrund von politischen Prozessen, in denen sein Name gefallen war, flüchtete Thies aus dem hannoverschen Königreich in das Kaiserreich Österreich. Nachdem „Hr. Thies, von Hannover“ 1860 ein Engagement am Königlichen Hoftheater in Stuttgart tätig gewesen war, spielte er am 16. Oktober 1861 am Theater in Graz seine erste Gastrolle als Hamlet von William Shakespeare.
Nach der Annexion des Königreichs Hannovers durch Preußen kehrte Thies von Hietzing aus in die Stadt Hannover zurück.